# 自由新闻金笔奖
自由新闻金笔奖（英語：Golden Pen of Freedom Award）是一項在世界新闻业中享有声誉的奖项。此獎項创立于1961年，每年由世界报业协会颁发给个人或组织。此獎項旨在表彰「以文字或行動的方式捍卫和促进新闻自由的個人、團體或機構」的杰出贡献。獎項的其中一個目標是「把公眾關注的焦點轉到專制政府打壓記者上」，並向受到一定程度迫害的記者提供保護。
此獎項每年頒發一次，頒獎典禮在世界報業大會和世界編輯論壇的開幕儀式中舉辦。

## 概述
每年6月，一至三個人、團體或機構會在德國達姆施塔特的世界報業大會和世界編輯論壇開幕儀式中獲頒此獎項。首位自由新闻金笔奖的得獎者為1961年獲獎的土耳其記者和作家艾哈邁德·額敏·亞爾曼。於2013年，第49屆自由新闻金笔奖頒獎典禮舉辦成功，丹图昂博士獲頒此獎項。。自由新闻金笔奖亦曾頒予新聞機構。截至2013年，共有4間機構獲頒此獎項。這些機構分別是1997年獲獎的《我們的鬥爭》、《野性論壇》和《解放報》，以及2003年獲獎的白俄羅斯記者協會。另外，自由新闻金笔奖亦曾授予一群人和機構。於1969年，捷克斯洛伐克的媒體獲頒此獎項，代表整個捷克斯洛伐克的新聞工作者均獲頒此獎項。可是，捷克斯洛伐克的媒體於22年後的1991年，即冷戰結束後，才能夠正式派遣代表接受獎項。
有時候，被監禁的獲獎者會於另一個頒獎典禮上獲獎。其中的例子包括中國的高瑜和师涛。高瑜於1995年獲獎，但她在一年前已被逮捕入獄。於1999年，好以保外就醫的名義獲釋，才能獲頒自由新闻金笔奖。而师涛則於2007年獲獎，但他在2004年被逮捕，並於翌年入獄。他於2013年8月23日獲釋，才能獲頒自由新闻金笔奖。
自由新闻金笔奖的其中兩位獲獎者均為追授。他們包括於1978年逝世的法國記者克勞德·貝朗格（1979年）和於1987年遭暗殺的巴勒斯坦諷刺漫畫家納吉·阿里（1988年）這兩位得獎者都是在死後一年獲頒此獎項。
中華人民共和國和緬甸擁有最多自由新闻金笔奖得主，各有四位。中華人民共和國的得主為戴晴、高瑜、師濤和李长青，而緬甸的得主則為盛温、温丁、山·山·聂和丹图昂。

## 历年获奖者

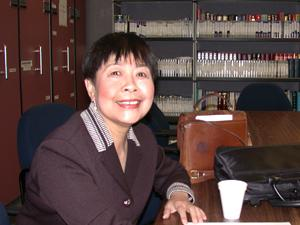
1992年得獎者戴晴

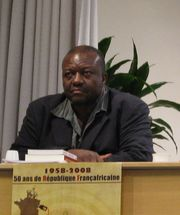
1993年得獎者皮烏斯·恩佐

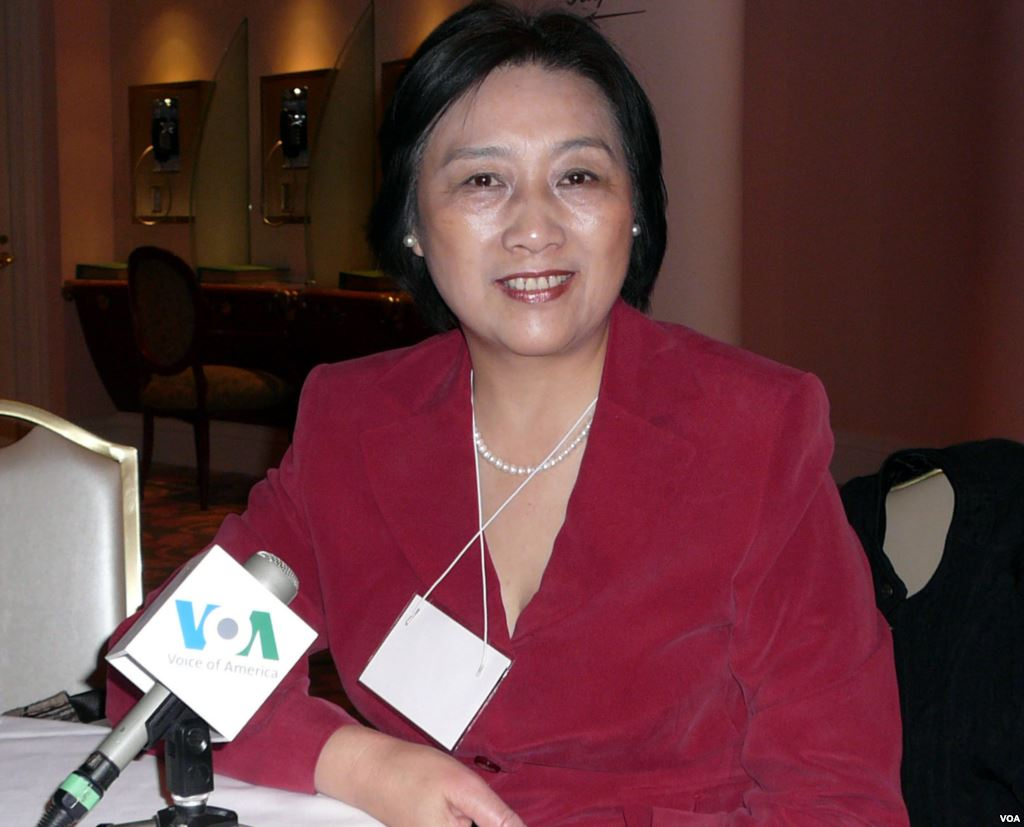
1995年得獎者高瑜

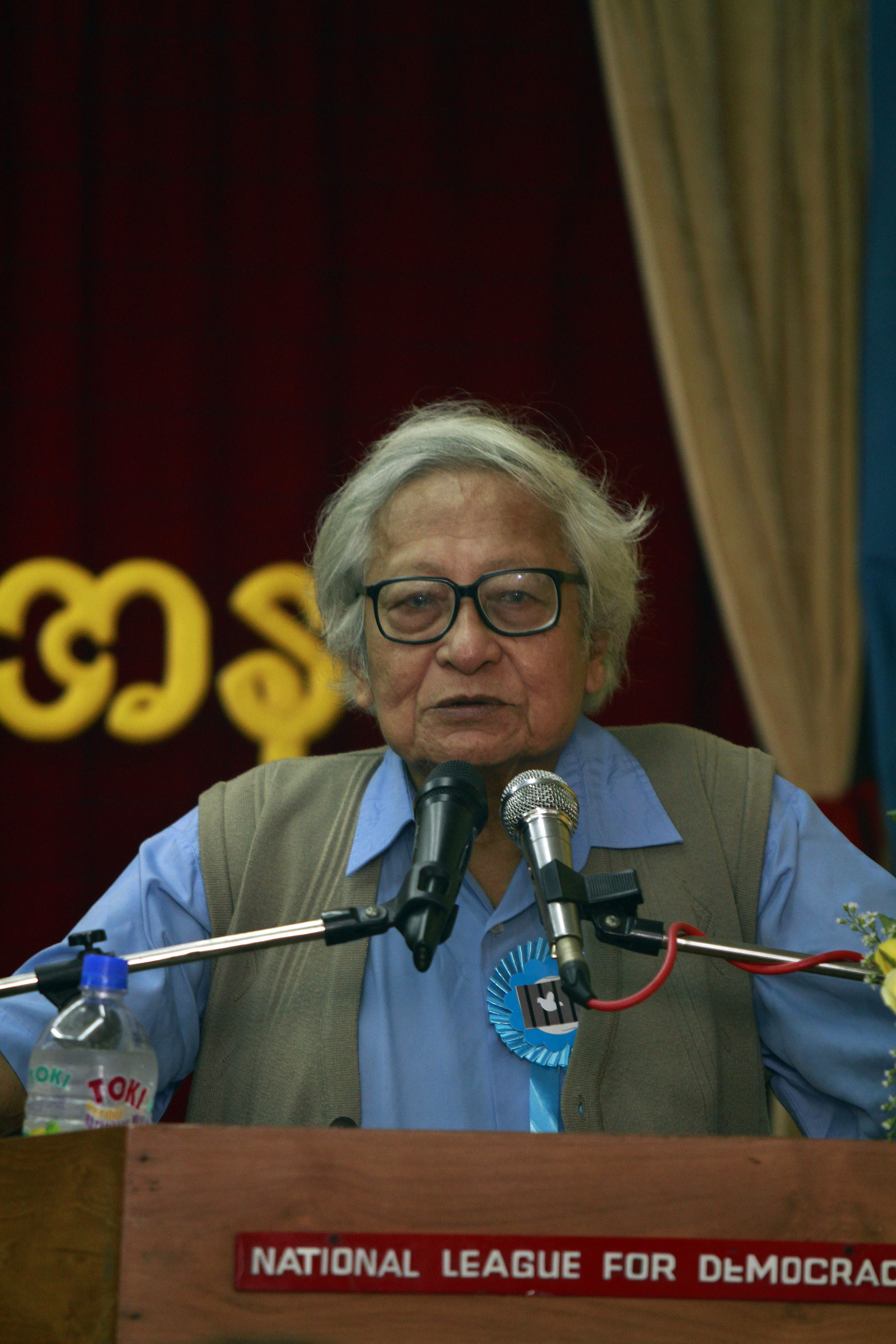
2001年得獎者温丁

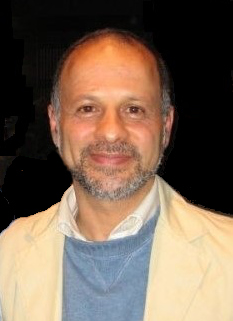
2006年得獎者阿克巴尔·甘吉

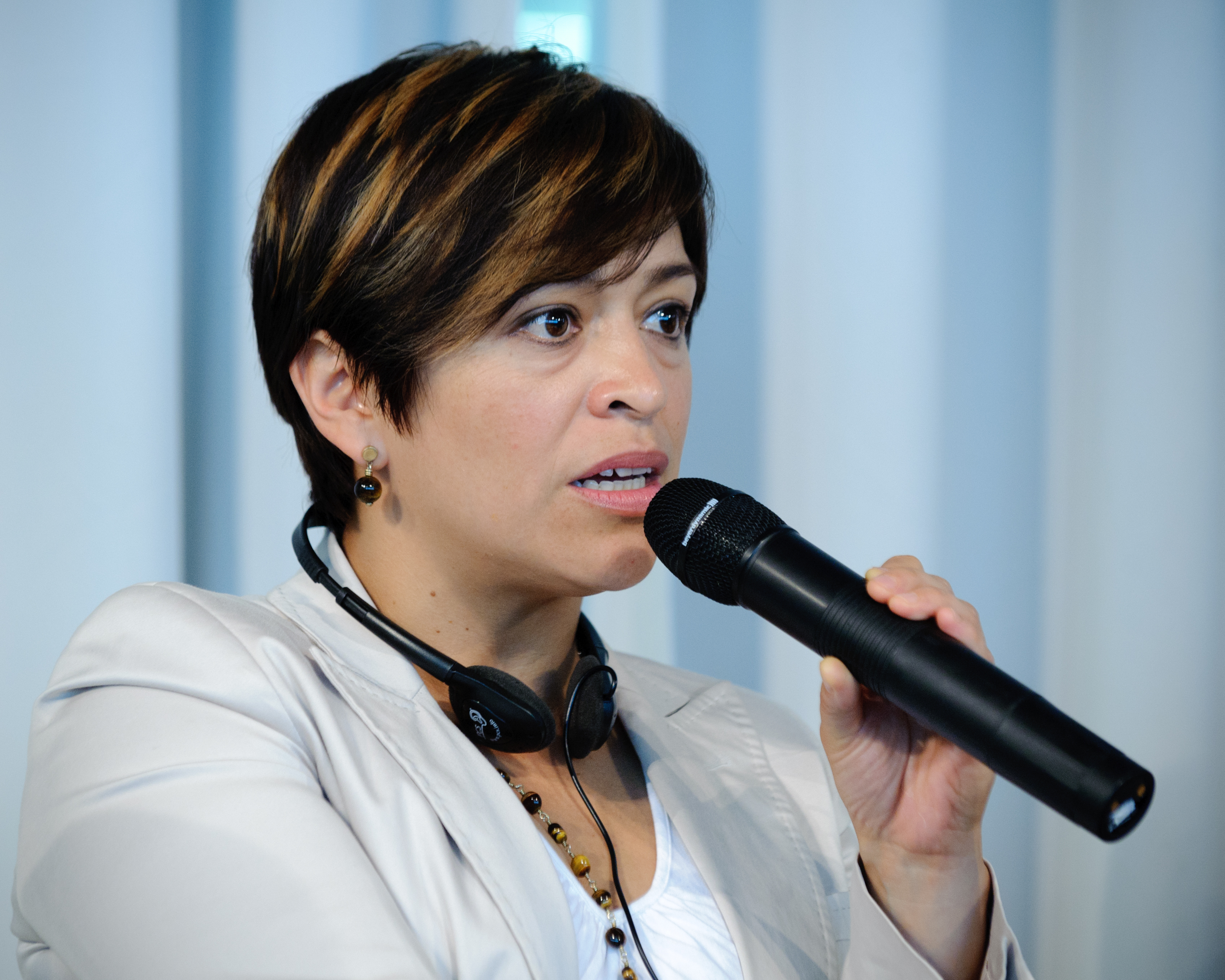
2012年得獎者安貝爾·埃爾南德斯

以下為自由新闻金笔奖的得獎者列表。
| † | 追授 |

| 年份 | 得獎者                                   | 國家                                                |
| ---- | ---------------------------------------- | --------------------------------------------------- |
| 1961 | 艾哈邁德·額敏·亞爾曼                     | 土耳其                                              |
| 1963 | 盛温                                     | 緬甸                                                |
| 1964 | 加百列·馬科索                            | 剛果民主共和國                                      |
| 1965 | 埃斯蒙德·威克雷梅斯                      | 斯里蘭卡                                            |
| 1966 | 朱爾斯·杜波依斯                          | 美國                                                |
| 1967 | 穆赫塔爾·盧比斯                          | 印尼                                                |
| 1968 | 克里斯托·蘭布拉基斯                      | 希臘                                                |
| 1969 | 捷克斯洛伐克的媒體                       | 捷克斯洛伐克                                        |
| 1970 | 阿爾貝托·蓋恩薩·帕斯                     | 阿根廷                                              |
| 1972 | 羽贝尔·波夫梅西                          | 法國                                                |
| 1973 | 安東·貝茨                                | 德國                                                |
| 1974 | 胡里奧·德·梅斯基塔·內托                  | 巴西                                                |
| 1975 | 金相文                                   | 南韓                                                |
| 1976 | 勞爾·雷戈                                | 葡萄牙                                              |
| 1977 | 羅伯特·黑·利雷                           | 北愛爾蘭                                            |
| 1978 | 唐納德·伍茲、珀西·戈博扎                 | 南非                                                |
| 1979 | 克勞德·貝朗格 †                          | 法國                                                |
| 1980 | 雅各布·蒂默曼                            | 阿根廷                                              |
| 1981 | 何塞·哈維爾·烏蘭加                       | 西班牙                                              |
| 1982 | 華金·查莫羅·巴里奧斯                     | 尼加拉瓜                                            |
| 1985 | 華金·羅塞斯                              | 菲律賓                                              |
| 1986 | 安東尼·赫迪                              | 南非                                                |
| 1987 | 胡安·巴勃羅·卡德納斯                     | 智利                                                |
| 1988 | 納吉·阿里†                               | 巴勒斯坦                                            |
| 1989 | 謝爾蓋·格里戈良茨                        | 蘇聯                                                |
| 1990 | 路易斯·加百列·卡諾                       | 哥倫比亞                                            |
| 1991 | 吉托布·伊馬尼亞拉                        | 肯尼亞                                              |
| 1992 | 戴晴                                     | 中國                                                |
| 1993 | 皮烏斯·恩佐                              | 喀麥隆                                              |
| 1994 | 奧馬爾·貝爾侯切                          | 阿爾及利亞                                          |
| 1995 | 高瑜                                     | 中國                                                |
| 1996 | 因達米羅·雷斯塔諾·迪亞斯                 | 古巴                                                |
| 1997 | 《我們的鬥爭》、《野性論壇》、《解放報》 | 南斯拉夫聯邦共和國、克羅地亞、 波斯尼亞和黑塞哥維那 |
| 1998 | 段曰活                                   | 越南                                                |
| 1999 | 法拉傑·薩克                              | 伊朗                                                |
| 2000 | 尼扎爾·納尤福                            | 敘利亞                                              |
| 2001 | 温丁、山·山·聂                           | 緬甸                                                |
| 2002 | 傑弗里·尼亞羅塔                          | 津巴布韋                                            |
| 2003 | 白俄羅斯記者協會                         | 白俄羅斯                                            |
| 2004 | 魯斯蘭·沙裡波夫                          | 烏茲別克斯坦                                        |
| 2005 | 馬哈古卜·穆罕默德·薩利赫                 | 蘇丹                                                |
| 2006 | 阿克巴尔·甘吉                            | 伊朗                                                |
| 2007 | 师涛                                     | 中國                                                |
| 2008 | 李长青                                   | 中國                                                |
| 2009 | 納詹姆·塞提                              | 巴基斯坦                                            |
| 2010 | 艾哈迈德·扎伊达巴迪                      | 伊朗                                                |
| 2011 | 達維特·伊薩克                            | 厄立特里亞、 瑞典                                   |
| 2012 | 安貝爾·埃爾南德斯                        | 墨西哥                                              |
| 2013 | 丹图昂                                   | 緬甸                                                |
| 2014 | 艾斯金德·內嘉                            | 衣索比亞                                            |
| 2016 | 德米特里·穆拉托夫                        | 俄羅斯                                              |
| 2017 | 詹·丁達爾                                | 土耳其                                              |
| 2018 | 瑪麗亞·雷沙                              | 菲律賓                                              |
| 2019 | 賈邁勒·卡舒吉†                           | 沙烏地阿拉伯                                        |
| 2020 | 吉尼斯·貝多亞·利馬                       | 哥倫比亞                                            |
| 2021 | 黎智英，蘋果日報 (香港)新聞部            | 香港                                                |
| 2022 | 選舉報，選舉報基金會                     | 波蘭                                                |
| 2023 | 尼羅法·哈米迪，埃拉赫·穆罕默迪           | 伊朗                                                |